# Livshjulet
Livshjulet el. (Sanskrit. Bhavacakra) er en illustration i buddhismen, som forsøger at vise Samsaras endeløse kredsløb. Den viser yderligere, at det er muligt for mennesket at bryde ud af Samsara.
I centrum af hjulet ses de tre grundlæggende årsager og derved karmahandlingernes rod til menneskets fastholdelse i en eksistens præget af lidelse. Årsagerne er afbildet i form af tre dyr, der bider hinanden i halen: en sort gris, en rød hane og en grøn slange, der symboliserer hhv. uvidenhed, lidenskabeligt begær samt had. Disse tre kræfter danner grundlaget for skabelsen af karma og holder derved livshjulets kredsløb i gang.
I den næste ring er de to karmaveje illustreret. Den højre del, "den sorte vej", illustrerer, hvordan dårlig karma medfører genfødsel på et lavere stade, hvorimod den venstre del, "den hvide vej", illustrerer, hvordan god karma medfører genfødsel på et højere stade.
I næste ring afgrænser eger de seks karmaverdener: gudernes, menneskenes, dyrenes, helvedernes, dæmonernes samt halvgudernes verdener. Genfødsel er muligt i hver af de seks verdener, og til hver verden findes underverdener, hvori det også er muligt at blive genfødt.
I livshjulets yderste ring ses årsagskæden (den betingede samopståen), der består af tolv led, hvilke symboliserer de årsager, der fastholder skabningen i et karmafyldt liv og derved Samsara. De tolv led er: uvidenhed, viljesytringer, bevidsthed, navn & form, de seks baser, kontakt, følelser, tørst, vedhængen, tilblivelse, fødsel og til sidst alderdom/død.
Hele livshjulets evige kredsløb og derved skabningens fastholdelse i Samsara symboliseres ved den buddhistiske djævel, Mara. Uden for livshjulet ses Buddha til højre for Mara, hvor han alt afhængigt af livshjulets illustration peger på enten livet hinsides Samsara, Nirvana, eller den buddhistiske lære, Dharma. Buddhas funktion i livshjulet er derfor at vise mennesket vejen til oplysning, Nirvana.